# Bubú de Montparnasse
Bubú de Montparnasse (títol original en italià: Bubù, en francès: Bubu de Montparnasse) és una pel·lícula italiana, dirigida el 1971 per Mauro Bolognini. És una adaptació lliure de la novel·la homònima de Charles-Louis Philippe, publicada el 1901. Ha estat doblada al català.

## Argument
Bubù renuncia al seu ofici d'artesà forner per peresa i perquè considera que es poden guanyar més diners altrament. Decideix doncs vendre els encants de Berta, la seva companya, que accepta aquest comerç, per amor a ell. Però Berta contreu aviat la sífilis i entra a l'hospital. Bubù, sense diners i afamat, amaga la caixa d'una botiguera: és de seguida detingut i empresonat. Després d'un període d'incerteses, Berta troba Piero, un estudiant que va ser abans el seu client i a qui ha transmès la malaltia. Piero continua estant tanmateix molt lligat a ella i accepta albergar-lo durant algun temps...

## Repartiment
- Massimo Ranieri: Piero
- Ottavia Piccolo: Berta
- Antonio Falsi: Bubù
- Gigi Proietti: Giulio

## Al voltant de la pel·lícula
Cineasta elegant, però sensible al sofriment dels humils, Mauro Bolognini no podia no ser atret per l'obra del novel·lista francès Charles-Louis Philippe. Transposat en l'univers italià,  Bubu de Montparnasse  es refà amb medis, atmosferes i personatges anteriorment descrits en Les Garçons (1959), La Viaccia (1961), fins i tot Metello (1970). Beneficiant-se de la col·laboració de prestigiosos i sacrificats professionals com el director de la fotografia Ennio Guarnieri i el sastre-decorador Piero Tosi, Bolognini confereix en els seus "quadres la facilitat de les cal·ligrafies a la Boldini més que el tret corrosiu de Toulouse-Lautrec", segons Freddy Buache, que afegeix que tals refinaments "imposen un clima que opera una verdadera sublimació de l'anècdota melodramàtica". A més a més Bolognini confirma, aquí, el seu talent de director d'actrius, fent d'Ottavia Piccolo/Berta, l'única verdadera heroïna d'aquesta pel·lícula que uneix contradictòriament l'amargor i la presència de la misèria a la magnificència d'una "continuació de gravats de modes i de pastels", dignes d'un Édouard Manet o d'un Maurice Utrillo.